# Lil' Kim
Kimberly Denise Jones (sinh ngày 11 tháng 7 năm 1974), được biết đến nhiều hơn với nghệ danh Lil' Kim là một rapper, diễn viên và người mẫu Hoa Kỳ. Lil' Kim sinh ra và lớn lên tại Brooklyn (New York). Hồi còn là một thiếu niên, Lil' Kim thường chỉ rap để cho vui. Sau đó, tài năng rap của Lil' Kim đã giúp cô trở thành một ngôi sao những năm 1994-95.
Đến nay, Lil' Kim đã phát hành 4 album phòng thu, với album đầu tiên, Hard Core được phát hành năm 1996 và xếp hạng 11 trên Billboard 200. Ba album phòng thu còn lại đều lọt vào tốp 6 của bảng xếp hạng Billboard 200. Xuyên suốt sự nghiệp, đĩa đơn quán quân Billboard Hot 100 duy nhất của Kim là "Lady Marmalade" (2001) của cô hát chung với Christina Aguilera, Pink và Mýa. "Lady Marmalade" cũng là đĩa đơn bán chạy nhất của Kim. Ngoài ra, Kim cũng được hợp tác khá nhiều trong các đĩa đơn như "Can't Hold Us Down" của Christina, v.v...

## Cuộc đời & sự nghiệp

### 1974-1995: Thơ ấu và khởi nghiệp
Lil' Kim được sinh tại khu dân cư Bedford-Stuyvesant tại Thành phố New York (quận Brooklyn). Cha của Kim là Linwood Jones và mẹ của Kim là Ruby Jones (tên bây giờ là Ruby Mitchell-Jones). Năm 9 tuổi, cha mẹ Kim ly hôn và người cha đã nuôi cô cho tới khi Kim trở thành một thiếu niên. Sau đó Kim bị cha đuổi khỏi nhà. Do đó, cô sống với những người bạn trên đường phố. Khi đang phải đấu tranh cho cuộc sống, Kim gặp nhóm The Notorious B.I.G.. Điều này đã giúp Kim có được một sự nghiệp âm nhạc hoàn chỉnh. Năm 1994, Kim chính thức gia nhập nhóm khi cô mới 19 tuổi.

### 1996-2000:Hard CorevàThe Notorious K.I.M.
Kim bắt đầu album phòng thu hát đơn đầu tay cho sự nghiệp của mình với tên Hard Core vào năm 1996. Hard Core đạt vị trí #11 trên Billboard 200, vị trí ra mắt cao nhất bởi một nữ nghệ sĩ hip hop thời bấy giờ, và #3 trên Top R&B/Hip-hop Albums, với 78.000 bản được tiêu thụ trong tuần đầu tiên. Album đạt chứng nhận hai lần đĩa bạch kim bởi Hiệp hội Công nghiệp ghi âm Hoa Kỳ với 2 triệu bản tiêu thụ tại Mỹ. Đĩa đơn thứ hai trích từ Hard Core, "Crush on You" là một bản hit nhẹ tại Mỹ, đạt vị trí #6 trên Billboard Hot 100 và #2 trên Hot Rap Songs. Bản phối của ca khúc "Not Tonight" trong album cho thấy có sự hợp tác của Kim với Missy Elliot, Angie Martinez, Da Brat và Left Eye của TLC. Bản phối ấy có trong album nhạc phim Nothing To Lose (Không còn gì để mất) và đạt chứng nhận vàng tại Mỹ. Sau đó Kim thành lập hãng đĩa riêng của mình mang tên Queen Bee Entertainment.
Tháng 7 năm 2000, Kim phát hành tiếp album phòng thu thứ hai của mình mang tên The Notorious K.I.M.. Mặc dù các đĩa đơn trích từ album không thành công lắm song bản thân album lại là một thành công thương mại, đạt vị trí #4 trên Billboard 200 và #1 trên Hot R&B Albums với 229.000 bản tiêu thụ trong tuần đầu tiên phát hành.

### 2001-02: Thành công với "Lady Marmalade"

Từ trái qua: Lil' Kim, Pink, Mýa và Christina Aguilera trong video "Lady Marmalade" (2001).

Năm 2001, Lil' Kim cùng với ba ca sĩ khác là Pink, Mýa cùng với Christina Aguilera thu âm lại ca khúc hit "Lady Marmalade" của Labelle (1976) để làm nhạc nền cho album nhạc phim của bộ phim Moulin Rouge! (Cối Xay Gió Đỏ). Ca khúc được hãng thu âm Interscope phát hành. "Lady Marmalade" là một thành công thương mại, là một bản hit đình đám thế giới, với vị trí #1 trên bảng xếp hạng Billboard Hot 100 5 tuần liên tiếp và cũng đạt vị trí #1 tại các quốc gia Úc, Anh, Thụy Sĩ, Brazil, Đức, Ireland, Na Uy, Tây Ban Nha... Điều này trở thành một vinh hạnh lớn với Kim vì nó đã giúp cô trở thành nữ rapper đầu tiên trong lịch sử có bài hát #1 Billboard Hot 100. Đây cũng là đĩa đơn #1 Hot 100 duy nhất của Kim và giúp cô giành được một giải Grammy ở hạng mục "Hợp tác giọng pop xuất sắc nhất.
Sau thành công vang dội với "Lady Marmalade", Kim tiếp tục sự nghiệp hát đơn. Năm 2002, cô thu âm bài nhạc nền cho World Wresting Entertainment (WWE) với tên gọi "Time to Rock 'n Roll".

### 2003-08:La Bella Mafia,The Naked TruthvàMs. G.O.A.T.
Ngày 4 tháng 3 năm 2003, Kim phát hành album phòng thu tiếp theo của cô, La Bella Mafia. Album ra mắt tại vị trí #5 trên Billboard 200 và tiêu thụ được 161.000 bản ngay trong tuần đầu tiên. La Bella Mafia là album thứ hai của Kim lọt vào tốp 5 Billboard 200. Album đạt được đánh giá tích cực từ phía phê bình, với số điểm trung bình là 65/100 tại trang mạng Metacritic. "Came Back for You" được chọn làm đĩa đơn quảng bá cho La Bella Mafia, với một video âm nhạc đính kèm được đạo diễn bởi Victoria Gotti. Đĩa đơn đầu tiên từ album, "The Jump Off" do Kim hợp tác với Mr. Cheeks đạt vị trí #2 là cao nhất trên Billboard Hot 100 và ở tại vị trí đó 3 tuần. "The Jump Off" là bài hát rất thành công trên các đài phát thanh mặc dù không có video âm nhạc đi kèm. Album đạt chứng nhận đĩa bạch kim ở Mỹ với số bán 1,1 triệu. Trong suốt thời gian này cô cũng góp giọng trong đĩa đơn mang nội dung về nữ quyền là "Can't Hold Us Down" của Christina Aguilera từ album Stripped và giành được một đề cử giải Grammy nhờ bài hát đó.
Năm 2004, Kim xuất hiện trong bản phối khí chính thức của ca khúc "Naughty Girl" của nữ ca sĩ R&B Beyoncé.
Album phòng thu thứ tư của Kim, The Naked Truth được phát hành vào năm 2005. Album đạt vị trí #6 trên Billboard 200 và đạt đĩa vàng bởi RIAA. Trong thời gian này cô cũng bị bắt vào tù do sử dụng ma túy nên không có thời gian quảng bá nhiều cho album này. Đây cũng là album phòng thu ít thành công nhất của Kim nếu so sánh với ba album trước, chỉ với 400.000 bản tiêu thụ.
Năm 2008, Kim phát hành một mixtape mang tên Ms. G.O.A.T..

### 2009-nay: Sự nghiệp tụt dốc
Năm 2009, cô được mời góp giọng trong bài hát "Girls" của Se7en. Năm 2011, Kim phát hành mixtape tiếp theo, Black Friday với những lời bình tiêu cực từ phía phê bình. Tất cả các ấn hành nhạc của Lil' Kim trong thời gian này đều không được xếp hạng. Hiện Kim đang có dự định phát hành album tiếp theo vào năm 2013.

## Mâu thuẫn với các nghệ sĩ khác

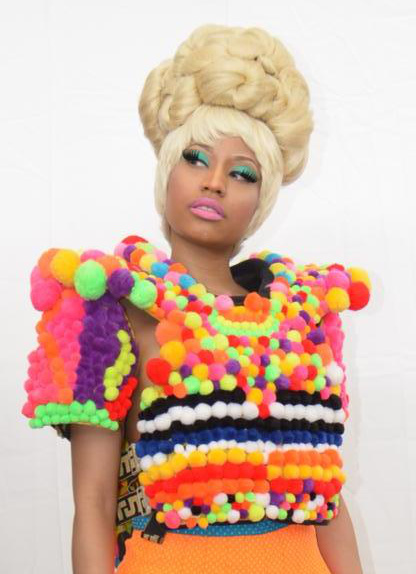
Nicki Minaj là một trong số các mối thù của Lil' Kim.

Foxy Brown, một rapper, vốn là bạn cùng trường của Kim. Cả hai đều đã là bạn thân khi Kim bị cha đuổi ra đường và họ có thể nói chuyện qua di động thâu đêm. Nhưng cho đến khi Lil' Kim gia nhập với nhóm The Notorious B.I.G. và Foxy hợp tác với Jay-Z, hai người đã không còn thân thiết với nhau như trước. Năm 1997, cả hai đã quyết định cùng nhau thu âm một bản thu, nhưng đã thất bại. Khi bị bắt vào tù, cả hai người đã không còn giữ mối liên lạc với nhau. Sau khi được thả, Foxy coi Lil' Kim như một tên tù nhân vô giáo dục và từ đó hai người luôn đả động nhau trên truyền hình.
Khi rapper mới nổi Nicki Minaj gặt hái thành công với album đầu tay Pink Friday (2010), Kim bắt đầu có mối thù với Minaj. Điều này thể hiện rõ trong mixtape của Kim, Sucka Free. Đáp lại, Minaj phát hành đĩa đơn "Roman's Revenge" (với rapper Eminem) nhưng sau đó cô đã rút lại lời. Nicki cũng châm biếm Kim trên một chương trình truyền hình, "Lúc đầu thì thù hận Foxy Brown, sau đó là Eve, Remy, Mrs. Wallace và sau cùng đó chính là tôi!", "Mỗi lần cô xuất hiện trên bản tin là cô lại 'gây sự chú ý'. Âm nhạc của cô đâu? Hãy khoe nó ra. [...] OK... giờ thì chào nhé! It's Barbie bitch!" (Barbie bitch là nghệ danh của Minaj lúc bấy giờ). Kim tiếp tục lộ rõ mối thù với Minaj trong mixtape Black Friday năm 2011 và Minaj cũng đáp trả lại trong "Stupid Hoe" năm 2011. Với các nghệ sĩ khác, như Drake, 50 Cent hay Mary J. Blige thì họ thấy mặc dù Minaj thù Lil' Kim nhưng lại có một chút ảnh hưởng bởi Kim.

## Danh sách đĩa nhạc
- Hard Core (1996)
- The Notorious K.I.M. (2000)
- La Bella Mafia (2003)
- The Naked Truth (2005)
- Hard Core 2: All Hail the Queen (sắp phát hành 2013)

## Lưu diễn
| Nghệ sĩ chính - 2000: The Notorious K.I.M. Tour - 2010: 2010 Tour - 2012: Return of the Queen Tour | Tư cách khách mời - 1998: No Way Out Tour - 2000: Jingle Ballers Jam Tour - 2011: Winterbeatz Australia |

## Sự nghiệp diễn xuất
| Năm  | Phim                       | Vai diễn                   |
| ---- | -------------------------- | -------------------------- |
| 1997 | Gangstresses               | Chính cô ấy                |
| 1999 | She's All That             | Alex                       |
| 2000 | Longshot                   | Chính cô ấy                |
| 2001 | Zoolander                  | Chính cô ấy                |
| 2002 | Juwanna Mann               | Tina Parker                |
| 2003 | Those Who Walk in Darkness | Soledad                    |
| 2003 | Gang of Roses              | Chastity                   |
| 2004 | Nora's Hair Salon          | Chính cô ấy                |
| 2004 | You Got Served             | Chính cô ấy                |
| 2005 | Lil' Pimp                  | Sweet Chiffon (lồng giọng) |
| 2005 | There's a God on the Mic   | Chính cô ấy                |
| 2008 | Superhero Movie            | Con gái Xavier             |

| Năm  | Show                                                 | Vai diễn        |
| ---- | ---------------------------------------------------- | --------------- |
| 1999 | V.I.P.                                               | Đánh nhau tự do |
| 2001 | DAG                                                  | Gina Mari       |
| 2001 | Moesha                                               | Diamond         |
| 2001 | The Parkers                                          | Cính cô ấy      |
| 2003 | American Dreams                                      | Shirley Ellis   |
| 2005 | The Apprentice                                       | Chính cô ấy     |
| 2006 | Lil' Kim: Countdown to Lockdown                      | Chính cô ấy     |
| 2007 | The Game                                             | Chính cô ấy     |
| 2007 | Pussycat Dolls Present: The Search for the Next Doll | Giám khảo       |
| 2008 | Pussycat Dolls Present: Girlicious                   | Giám khảo       |
| 2009 | Dancing with the Stars                               | Thí sinh        |
| 2012 | Pregnant in Heels                                    | Chính cô ấy     |